# Léonidas de Tarente
Pour les articles homonymes, voir Léonidas (homonymie).
Léonidas de Tarente est un épigrammatiste grec dont l'activité se situe vraisemblablement au IIIe siècle av. J.-C. Une centaine de ses épigrammes est conservée dans l’Anthologie grecque.
On ne sait presque rien de la vie de ce poète qui composa un grand nombre d'épigrammes dédicatoires très souvent imitées par des auteurs postérieurs. Dans ses poèmes, Léonidas s'intéresse tout particulièrement aux petites gens et à leurs professions (charpentiers, pêcheurs, etc.) ; les humbles sujets de ses épigrammes tranchent avec son goût du mot rare et d'un lexique sophistiqué.

## Éditions françaises
- Jules Mouquet, Les Épigrammes de Léonidas de Tarente, traduites du grec, Lille, Le Beffroi, 1906, In-18, 141 p.